# قيم تقليدية

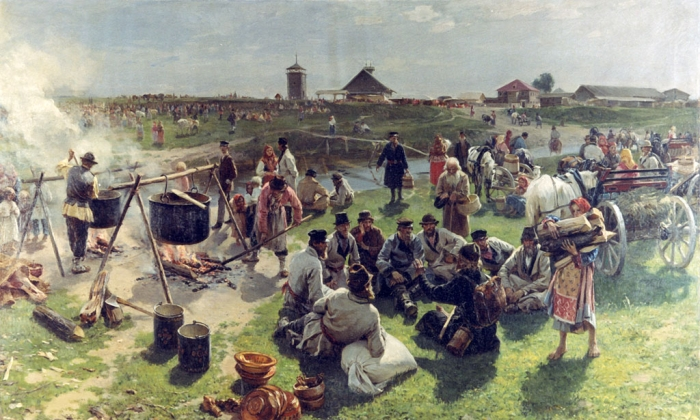

القيم التقليدية تشير إلى تلك العقائد والقواعد الأخلاقية والأعراف التي تنتقل من جيل إلى جيل في إطار ثقافة أو ثقافة فرعية أو جماعة مشتركة.

## ملخص
منذ نهاية السبعينيات من القرن الماضي أصبح مصطلح «القيم التقليدية» في الولايات المتحدة مرادفًا
لـ «القيم الأسرية» وينطوي على توافق مع المسيحية السائدة. بيد أن «القيم الأسرية» هي مجموعة فرعية حديثة من القيم التقليدية تم إضفاء الصبغة السياسية عليها بشكل مثير للجدل، وهذا مفهوم أشمل من ناحية علم الإنسان. ولكن ليس بالضرورة أيضًا أن تكون فكرة سياسية، رغم أنها أصبحت ترتبط ارتباطًا خاصًا بـ الإنجيلية والسياسة، ويتجسد هذا الارتباط في بعض السياسيين الأمريكيين مثل رونالد ريغان ودان كويل وجورج دبليو بوش واليمين المسيحي عمومًا متمثلاً في بات روبرتسون. ويمكن المقارنة بين الرغبة في إحياء القيم التقليدية لدى مجموعات الأمريكيين الأصليين، مثل محميات الهنود في بحيرة ريد ولدى مجلس أبحاث الأسرة لتحقيق رؤية أفضل لهوة الاختلافات. أو يمكن رؤية هذا الخلاف في إطار المسيحية في تفسير كل من سي إس لويس وجيري فالويل لتلك الفكرة.

### تعريف "القيم التقليدية
في المعنى الصحيح لها، تعني «القيم التقليدية» ببساطة القيم القادمة من التراث وليس من فيلسوف أو عالم أخلاق أو كاتب معين. وهذا يعني أن «القيم التقليدية» للمجتمعات غير الغربية تختلف اختلافًا كبيرًا مع فكرة اليمين المسيحي للقيم الأسرية. فالمجتمعات التي تقوم على القيم التقليدية تؤمن غالبًا بـ الإحيائية وعبادة الأموات ولا تؤمن بأي دين سماوي. الكونفشيوسية أيضًا تميل نحو وضع الحفاظ على الثقافة والقيم التقليدية في مرتبة عالية. فهي ترتبط بمفهوم السلطة التقليدية والثقافة الشعبية.
من هنا يمكن القول إن هذا المصطلح ينطبق أيضًا على الثقافات السماوية أيضًا. فقد يقصد به القيم الفعلية التي يُدعى أو يُرى أنها استمرت على مدار القرون ولم تتغير سوى تغيرات نسبية، فعلى سبيل المثال، قيم قانون الإيمان والحفاظ على اللغة القبطية في الكنيسة القبطية الأرثوذكسية والقيم الموجودة في الحديث النبوي أو بعض المذاهب في اليهودية الأرثوذكسية. في المسيحية تتجلى أعظم قيمة للحفاظ على التراث في الكنيسة الرومانية الكاثوليكية والأرثوذكسية الشرقية والأرثوذكسية المشرقية. رغم أنه يبدو أن مجلس «أولد أوردر» لطائفة أميش وبعض أتباع الآنكلو كاثوليكية يضعون القيم التقليدية في مرتبة عاليةٍ جدًا. وتظهر الدراسات التاريخية عادةً أن التراث والقيم الثابتة تتغير في الواقع على مدار الزمان أكثر مما يعتقد أكثر الملتزمين بها.
يمكن أن يشير المصطلح أيضًا إلى الرغبة في الحفاظ على القيم والعادات الأثرية أو التقليدية في مقابل أي شيء يُعتبر «حداثة». في الدين الإبراهيمي، يعتبر المؤمنون القدماء والكاثوليكية التقليدية من أبطال «القيم التقليدية.» وفي الزرادشتية نجد أن من يعارضون تغيير الديانة باعتباره ضد التقاليد الدينية يرون عمومًا أنهم قوة مساندة «للقيم التقليدية.» كما أن العناصر الراديكالية في الهندوقا تهدف أيضًا إلى منع تسلل القيم المسيحية أو غيرها من القيم الدينية «الغريبة» إلى مجتمعهم، رغم أن آراءهم الحديثة حول القانون الهندوسي قد تجعل علاقتهم بالقيم التقليدية أكثر تعقيدًا مما ينطوي عليه الأمر. هناك أيضًا التقليديون من قبيلة هوبي الذين يرغبون في الحيلولة دون تغلغل المسيحية وغيرها من الأديان «الأجنبية» موطئ قدم بين شعوبهم ويفضلون أن يستخدموا اللغات الأمريكية الأصلية بدلاً من الإنجليزية والإسبانية، وغيرهما.

### المحاولات
لقد أثبتت المحاولات مدى صعوبة أو حتى استحالة إقامة نوع من «القيم التقليدية» العالمية. ولكن عمومًا من الإنصاف أن نقول إن القيم التقليدية تميل دائمًا، حسب تعريفها، إلى السياسة المحافظة وإنها غالبًا، ولكن ليس دائمًا تتقبل بعض أشكال النظام الأبوي كأمر طبيعي.

### الاستخدامات
قد ينطوي استخدام «القيم التقليدية» في بعض الحالات على أن كون تلك القيم قيمًا تقليدية يجعلها أفضل من القيم غير التقليدية، ولكن دون تقديم دفاع لسبب كون تلك القيم هي أفضل غير كونها مقبولة من الناحية التراثية يجعل الأمر مغالطة منطقية. ولكن في حالات أخرى، قد تنطوي «القيم التقليدية» ببساطة على مسألة الهوية (هي تحدد من نحن) دون السعي وراء أو تناول أي فكرة من القيم المطلقة الخاصة بـ «الجيد» أو «السيء». وفي هذه الحالة، لن تكون القيم أكثر من مجرد كونها دفاعًا منطقيًا عن كونها آراءً في الجماليات أو مسائل تتعلق بالأذواق المفضلة. مع كون قرينة ضرورة وجود دفاع منطقي تقوم على تحيز مختلف لمجموعة القيم (المجموعة التي تسعى وراء الأدلة الكونية المجردة التي يمكن تطبيقها بطريقة مفيدة على يد الأشخاص الطبيعيين (البشر).
وبهذا يمكن أن يكون مصطلح «القيم التقليدية» استخدامًا عمديًا للبلاغة الخطابية بهدف جعل من يستمع إلى أو يشاهد تلك الكلمات يعتقد أن مجموعة القيم جيدة لأنها قيم تقليدية فالكثيرون يتلقفون كل ما هو تقليدي بزاوية إيجابية.